# Algorithme LLL

Exemple d'une réduction de base de réseau, objectif de l'algorithme LLL. les vecteurs noirs sont les vecteurs de base et les rouges sont ceux de la base réduite.

L’algorithme LLL, des initiales de A. Lenstra, H. Lenstra et L. Lovász, est un algorithme de réduction de réseau qui s'exécute en temps polynomial.

## Présentation
L'algorithme LLL procède à une réduction de base de réseau. Il prend en entrée un nombre d de vecteurs de base d'un réseau, tels que ces vecteurs soient de dimension n et de norme inférieure à B, et retourne en sortie une base de réseau LLL-réduite, c'est-à-dire presque orthogonale, en temps {\displaystyle O(d^{5}n\log ^{3}B)\,}.

## Pseudo-code
L'algorithme LLL repose sur l'algorithme de réduction faible de bases, qui permet de rendre une base presque orthogonale.
```
Entrée : Une base 

  

    

      

        
B

        
=

        
(

        

          
e

          

            
1

          

        

        
,

        
.

        
.

        
.

        
,

        

          
e

          

            
n

          

        

        
)

      

    

    
{\displaystyle B=(e_{1},...,e_{n})}

  

Sortie : Une base réduite issue de 

  

    

      

        
B

      

    

    
{\displaystyle B}

  

LLL(B):
  B = 

  

    

      

        
(

        

          
e

          

            
1

          

        

        
,

        
.

        
.

        
.

        
,

        

          
e

          

            
n

          

        

        
)

        
←

      

    

    
{\displaystyle (e_{1},...,e_{n})\leftarrow }

  

 ReducFaible(B)

  *On fait Gram-Schmidt*
  Pour i=1 à n :                      
     Pour j= 1 à i-1 :
        

  

    

      

        

          
a

          

            
i

            
,

            
j

          

        

        
←

        

          

            

              

                
<

                

                  
e

                  

                    
i

                  

                

                
,

                

                  
e

                  

                    
j

                  

                

                
>

              

              

                
<

                

                  
e

                  

                    
j

                  

                

                
,

                

                  
e

                  

                    
j

                  

                

                
>

              

            

          

        

      

    

    
{\displaystyle a_{i,j}\leftarrow {\dfrac {<e_{i},e_{j}>}{<e_{j},e_{j}>}}}

  

      

  

    

      

        

          
e

          

            
i

          

        

        
←

        

          
e

          

            
i

          

        

        
−

        

          
∑

          

            
j

            
<

            
i

          

        

        

          
a

          

            
i

            
,

            
j

          

        

        

          
e

          

            
j

          

        

      

    

    
{\displaystyle e_{i}\leftarrow e_{i}-\sum _{j<i}a_{i,j}e_{j}}

  

  Si B est réduite
    retourne B
  Sinon
    

  

    

      

        
i

        
←

        
m

        
i

        
n

        
(

        
{

        
j

        
∈

        
[

        
1

        
,

        
n

        
]

        
 

        

          
|

        

        
 

        

          
|

        

        

          
|

        

        

          
e

          

            
j

            
+

            
1

          

        

        
+

        

          
a

          

            
j

            
+

            
1

            
,

            
j

          

        

        

          
e

          

            
j

          

        

        

          
|

        

        

          

            
|

          

          

            
2

          

        

        
<

        

          

            

              
3

              
4

            

          

        

        

          
|

        

        

          
|

        

        

          
e

          

            
j

          

        

        

          
|

        

        

          

            
|

          

          

            
2

          

        

        
}

        
)

      

    

    
{\displaystyle i\leftarrow min(\lbrace j\in [1,n]~|~||e_{j+1}+a_{j+1,j}e_{j}||^{2}<{\dfrac {3}{4}}||e_{j}||^{2}\rbrace )}

  

    echanger(

  

    

      

        

          
e

          

            
i

          

        

      

    

    
{\displaystyle e_{i}}

  

,

  

    

      

        

          
e

          

            
i

            
+

            
1

          

        

      

    

    
{\displaystyle e_{i+1}}

  

)
    retourne LLL(B)
```

## Applications
À l'origine, les applications consistaient en la production d'un algorithme de factorisation des polynômes à coefficients rationnels en produits de polynômes irréductibles, ainsi qu'en la résolution des problèmes d'optimisation linéaire avec solutions entières et dimensions fixes. D'autres applications ont été découvertes en cryptographie, notamment en cryptographie à clé publique, par exemple avec RSA, les cryptosystèmes basés sur le problème du sac à dos et NTRUEncrypt. En particulier l'algorithme LLL a rendu inefficaces tous les cryptosystèmes utilisant le problème du sac à dos. Il sert également dans le cas des réseaux euclidiens.